# Ходенхаген
Ходенхаген (њем. Hodenhagen) општина је у њемачкој савезној држави Доња Саксонија. Једно је од 23 општинска средишта округа Золтау-Фалингбостел. Према процјени из 2010. у општини је живјело 3.157 становника. Посједује регионалну шифру (AGS) 3358014.

## Географски и демографски подаци
Ходенхаген се налази у савезној држави Доња Саксонија у округу Золтау-Фалингбостел. Општина се налази на надморској висини од 24 метра. Површина општине износи 20,1 km². У самом мјесту је, према процјени из 2010. године, живјело 3.157 становника. Просјечна густина становништва износи 157 становника/km².